# Stazione meteorologica della Spezia
La stazione meteorologica della Spezia è la stazione meteorologica di riferimento per la città della Spezia.

## Coordinate geografiche
La stazione meteo si trova nell'Italia nord-occidentale, in Liguria, nel comune della Spezia, a 5 metri s.l.m. e alle coordinate geografiche 44°06′N 9°49′E.

## Dati climatologici
In base alla media trentennale di riferimento 1961-1990, la temperatura media del mese più freddo, gennaio, si attesta a 7,6 °C; quella del mese più caldo, luglio, è di 24,3 °C. Le precipitazioni medie annue, generalmente comprese fra i 1300 e i 1.400 mm e distribuite mediamente in circa 100 giorni (eventi anche di forte intensità), presentano un minimo in estate e un picco massimo che si sviluppa tra l'autunno e la primavera .
| La Spezia           | Mesi | Mesi | Mesi | Mesi | Mesi | Mesi | Mesi | Mesi | Mesi | Mesi | Mesi | Mesi | Stagioni | Stagioni | Stagioni | Stagioni | Anno  |
| La Spezia           | Gen  | Feb  | Mar  | Apr  | Mag  | Giu  | Lug  | Ago  | Set  | Ott  | Nov  | Dic  | Inv      | Pri      | Est      | Aut      | Anno  |
| ------------------- | ---- | ---- | ---- | ---- | ---- | ---- | ---- | ---- | ---- | ---- | ---- | ---- | -------- | -------- | -------- | -------- | ----- |
| T. max. media (°C)  | 11,0 | 11,9 | 14,5 | 18,1 | 22,3 | 26,0 | 28,9 | 28,2 | 25,3 | 20,8 | 15,7 | 12,7 | 11,9     | 18,3     | 27,7     | 20,6     | 19,6  |
| T. min. media (°C)  | 4,2  | 4,7  | 6,8  | 10,3 | 13,7 | 17,4 | 19,7 | 19,4 | 16,9 | 13,1 | 8,8  | 5,9  | 4,9      | 10,3     | 18,8     | 12,9     | 11,7  |
| Precipitazioni (mm) | 116  | 108  | 115  | 126  | 59   | 51   | 36   | 54   | 84   | 164  | 201  | 200  | 424      | 300      | 141      | 449      | 1 314 |
| Giorni di pioggia   | 9    | 9    | 10   | 10   | 6    | 6    | 4    | 4    | 6    | 10   | 11   | 12   | 30       | 26       | 14       | 27       | 97    |